# Acrosternum hilare
Acrosternum hilare är en insektsart som först beskrevs av Thomas Say 1832.  Acrosternum hilare ingår i släktet Acrosternum och familjen bärfisar. Inga underarter finns listade i Catalogue of Life.

## Bildgalleri

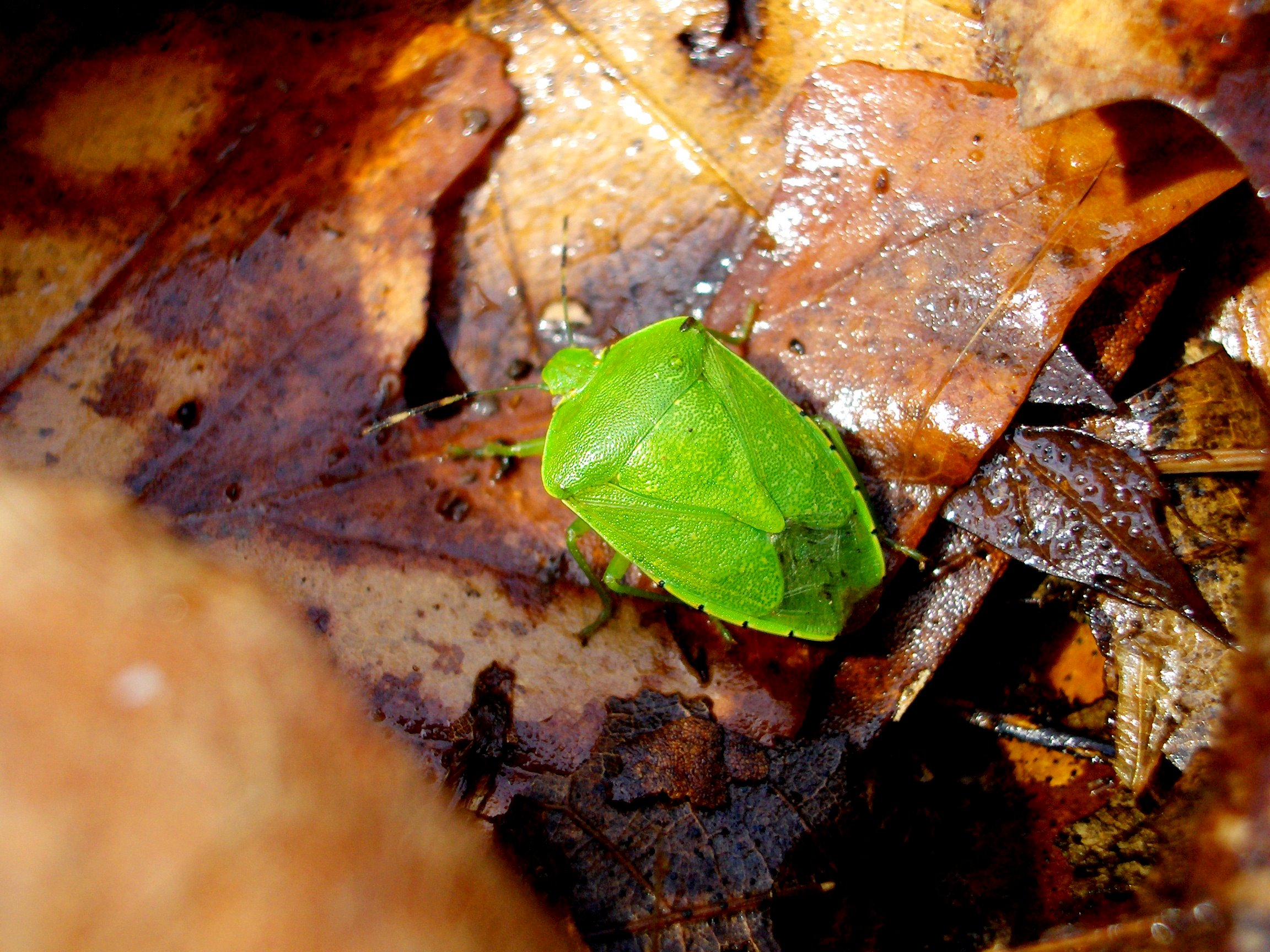
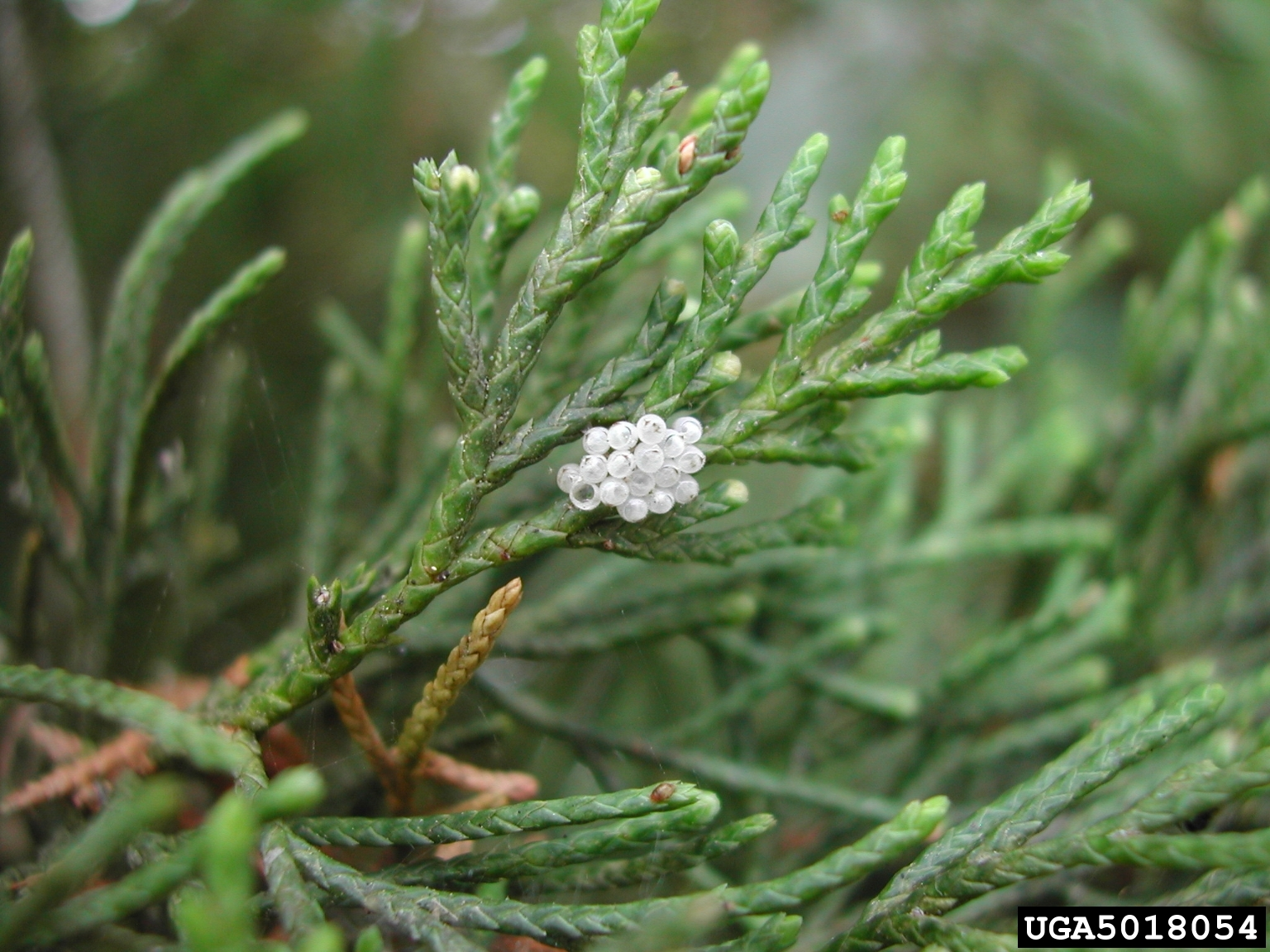
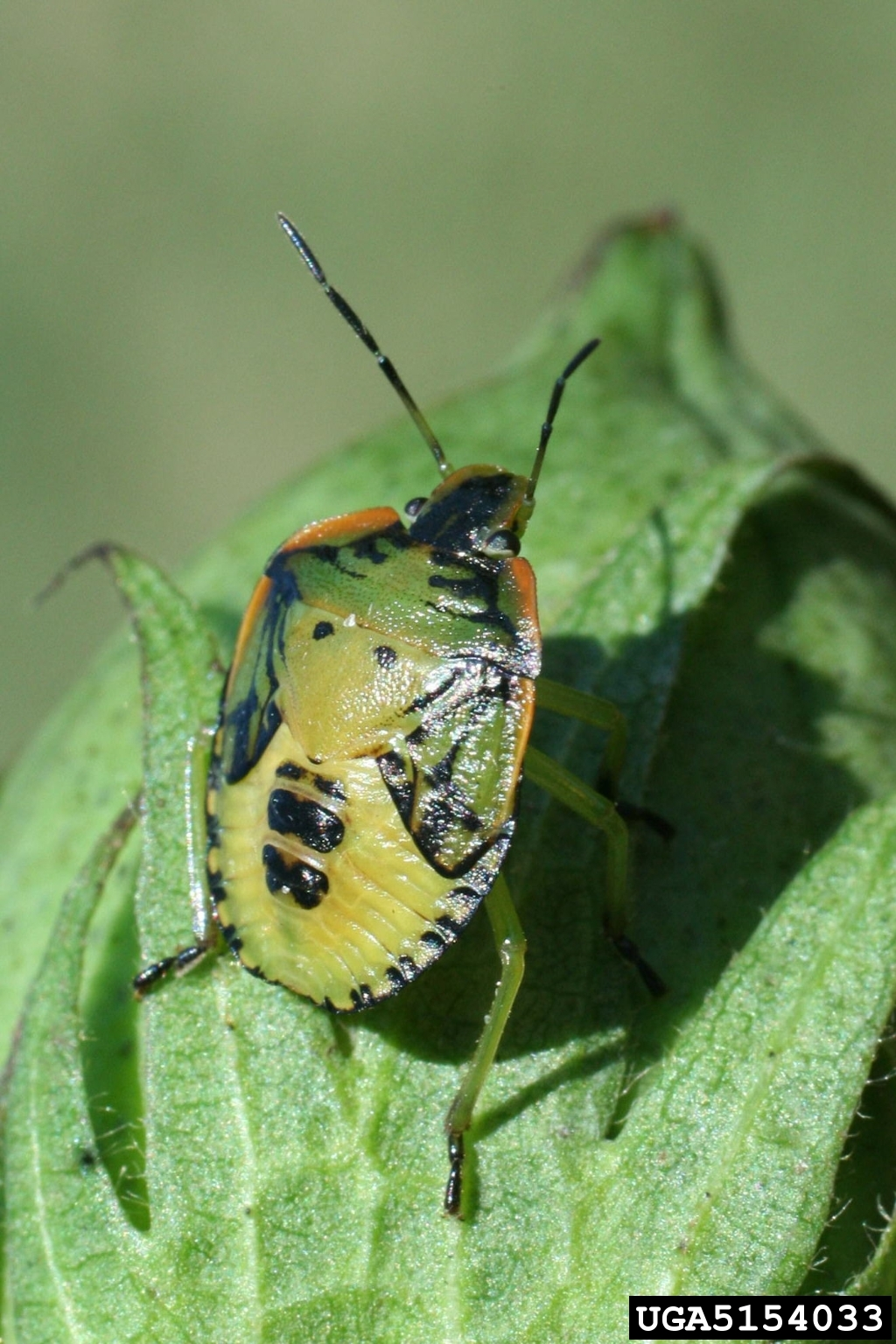
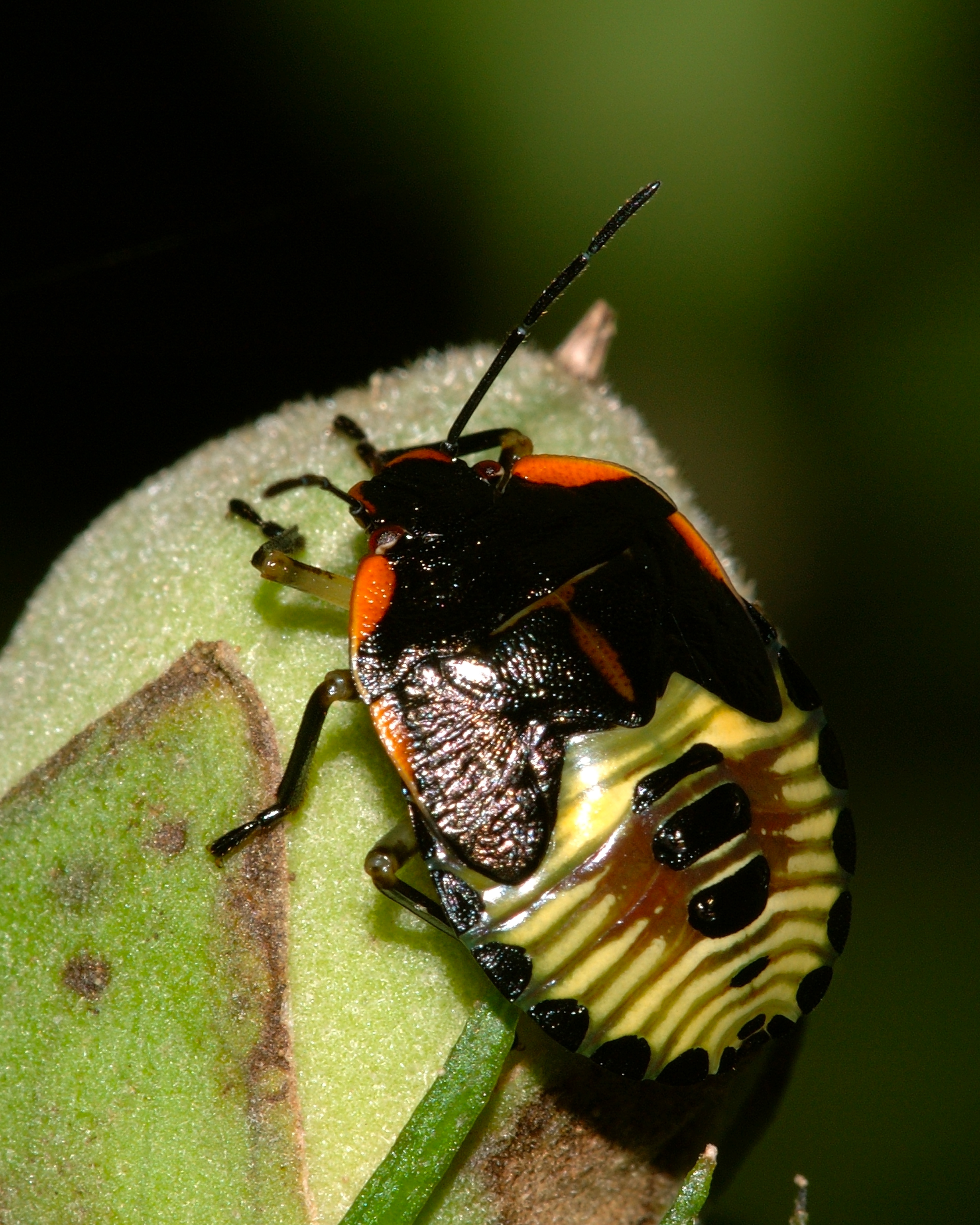